# Acianthera crassilabia
Acianthera crassilabia är en orkidéart som först beskrevs av Oakes Ames och Charles Schweinfurth, och fick sitt nu gällande namn av Carlyle August Luer. Acianthera crassilabia ingår i släktet Acianthera och familjen orkidéer.
Artens utbredningsområde är Costa Rica. Inga underarter finns listade i Catalogue of Life.